# 第九軍団のワシ (映画)
『第九軍団のワシ』（だいきゅうぐんだんのワシ、The Eagle）は、2011年に公開されたイギリスとアメリカ合衆国の合作による歴史映画。
ローズマリー・サトクリフによる1954年の小説『第九軍団のワシ』（The Eagle of the Ninth）を基にジェレミー・ブロックが脚本化し、ケヴィン・マクドナルドが監督、チャニング・テイタムとジェイミー・ベルが主演を務めた。

## ストーリー
紀元140年。ローマのケントゥリオ（百人隊長）マーカス・フラヴィウス・アクイラ（「アクイラ」はラテン語で「鷲」を意味する）はブリテン諸島に駐屯するでローマの軍団の指揮官となった。彼は20年前に父親が率いていた第九軍団が消息を絶ち、軍団の象徴「ワシの黄金像」の行方が分からなくなっていたことから、一家の名誉を挽回するためにブリテンへとやって来たのだった。
しかしマーカスは戦闘で大怪我を負い、名誉除隊となってしまう。父方の叔父の家で療養生活を送っていたマーカスは、グラディアトルの競技時に命を救ってやったブリトン人奴隷のエスカと二人連れで、黄金の鷲を取り戻すためにハドリアヌスの長城を超え、北へ向かった。
ローマの支配領域の外に出た2人は先住民の襲撃をかいくぐり、ついに第九軍団の痕跡を発見する。2人は先住民の集落から黄金の鷲を奪還し、決死の脱出を試みるが、先住民の追撃は厳しく、ついにマーカスは帰還を諦めてエスカを解放奴隷とし、任務から解く。しかしエスカは第九軍団の残党を集めてマーカスの元へと戻り、先住民の追跡部隊との間で最後の死闘が始まる。

## キャスト
- マーカス・フラヴィウス・アクイラ - チャニング・テイタム： 第2軍団第4大隊の新隊長。
- エスカ - ジェイミー・ベル： ブリガンテス族出身の奴隷。
- 叔父 - ドナルド・サザーランド： 大怪我を負ったマーカスを引き取って面倒を見る。
- グアーン/ルシアス・カルス・メテラス - マーク・ストロング： 第九軍団の生き残りの脱走兵。
- シール（アザラシ）族の首長の息子 - タハール・ラヒム： 残忍で執拗。
- ルトリウス - デニス・オヘア： 守備隊長代理。マーカスの部下。
- クローディウス・マルセリウス - デイキン・マシューズ： 第6軍団の軍団長。叔父の友人。
- セルヴィウス・プラシドス - ピップ・カーター： 兵士長。クローディウスの右腕。政治家の息子。
- シール族の首長 - ネッド・デネヒー： マーカスの父親からワシの黄金像と指輪を奪った。

## 製作
主要撮影は2009年8月24日にハンガリーで開始され、10月にスコットランドへ移った。映画は1,500万ポンドの規模で製作され、第62回カンヌ国際映画祭で撮影前にして国外の配給権の売買が行われた。
マクドナルドは史実に忠実な描写を望んだが、ローマ人が対決した部族については、それがケルト人であったとされながらピクト人であるという説もあるため、妥協を余儀なくされた。たとえば、この部族はゲール語を話すが、ゲール語が普及したのは5世紀以降であるとされ、当時話されていたのはピクト語であった可能性が高い。ゲール語を話すのはスコットランド人の1%で、有効な人材は6万人に限られた。ゲール語を話す9〜12歳の少年数人がシール族の少年役のオーディションを受けたが決まらず、2009年8月にグラスゴーで一般オーディションが開かれた。最終的に役を得たのはベルファスト出身でアイルランド語の教育を受けたトーマス・ヘンリーである。
本作ではアメリカ人がローマ人、イギリス人が敵対する部族を演じている。これはイギリス人がローマ人を演じるハリウッドの因習の裏返しで、アメリカが世界の覇権を握る現代を象徴する狙いがあった。ベルは出身のサンダーランドのマッケム方言を話し、スコットランド・ゲール語がピクト語の代わりを果たしている。
テイタムへのインタビューによると、出演者は役作りのために一日4〜5時間のトレーニングを課されたという。

## 公開
アメリカでは2011年2月11日、2,296館で公開され、週末3日間に$8,684,464ドルを売り上げてランキング4位に立った。2012年1月3日時点での世界興収は$27,122,040で、製作予算$25,000,000を上回る。

## 評価
本作に対する批評家の評価は割れている。映画のレビューを集積するウェブサイトRotten Tomatoesは141件のレビューを基に好意的な評価の割合を39%、評価の平均を5.3/10、批評家の総意を「『第九軍団のワシ』は心地よい昔ながらの冒険活劇の魅力を具えているものの、それはケヴィン・マクドナルドの鈍感な演出とチャニング・テイタムの中心的役割における退屈な演技によってかき消されてしまっている」としている。有力媒体の批評から100点満点の加重平均値を導くMetacriticは35件の批評を基に55の値を示している。CinemaScoreの調査によると、観客の評価の平均は「C+」だった。
『シカゴ・サンタイムズ』のロジャー・イーバートは「伝統的な剣と盾の映画のエネルギーを呼び覚ます」といい、リアルな戦闘シーンと、CGIの濫用を避けたことを讃え、3/4個の星をつけた。